# Electrica Banat
Electrica Banat este o fostă filială a Electrica S.A. a cărei obiect de activitate este distribuția și furnizarea de curent electric.
Electrica Banat a fost privatizată în anul 2005, când grupul italian ENEL a preluat 24% din acțiuni și a majorat capitalul până la 51% pentru o sumă totală de 69,1 milioane Euro
Compania furnizează curent electric în 4 județe: Timiș, Arad, Caraș-Severin și Hunedoara. În anul 2006 a distribuit o cantitate de energie electrică de 3,7 TWh.
Numărul de clienți în anul 2007: 850.000
Număr de angajați în 2007: 1.530

## Rezultate financiare
Cifra de afaceri:
- 2006: 285 milioane Euro[2]
- 2005: 280 milioane Euro[4]
- 2004: 220 milioane Euro[4]

Profitul net:
- 2006: 51 milioane Euro[2]
- 2005: 19,7 milioane Euro[2]
- 2004: 32,3 milioane Euro[4]
- 2003: - 110 mii Euro[1]
- 2002: 47 mii Euro[1]